# لمباركيين (لمباركيين)
لمباركيين هي إحدى مشيخات المملكة المغربية، تتبع جغرافيا لإقليم برشيد وإداريًا للمباركيين. يقدر عدد سكانها بـ 10316 نسمة حسب الإحصاء الرسمي للسكان والسكنى لسنة 2004.